# Jón Magnússon
Jón Magnússon, född 16 januari 1859 i Norðurland eystra på Island, död 23 juni 1926 i Neskaupstaður, var Islands statsminister i två omgångar. Under den första ämbetsperioden var han med i partiet Heimastjórnarflokkurinn och satt mellan 4 januari 1917 och 7 mars 1922. Vid andra perioden var han medlem i det konservativa partiet Íhaldsflokkurinn och satt från 22 mars 1924 fram till sin död 23 juni 1926.

## Biografi
Magnússon blev student i Reykjavik 1881 och var fyra år sekreterare hos Norðurlands amtman, samtidigt som han studerade. Han blev candidatus juris 1891 och sysselman på Västmannaöarna samma år, sekreterare vid landshövdingeämbetet 1896, kontorschef vid första kontoret i Islands ministerium 1904 och var stadsfogde i Reykjavik 1909–1917. Magnússon var statsminister 4 januari 1917 till 2 mars 1922 och åter från den 22 februari 1924 och fram till sin död 23 juni 1926. 
Magnússon var från 1902 medlem av alltinget för Västmannaöarna och senare för Reykjavik till 1919, varefter han blev landsvald medlem av detta 1922. I alltinget utförde han sitt främsta arbete i utskotten. Han var även medlem av flera kommissioner, således 1901–1904 angående fattigvården och kommunalstyrelsen på Island, och 1908 i den dansk-isländska kommissionen angående det statsrättsliga förhållandet mellan Danmark och Island. Då Hannes Hafstein insjuknade, avlöste Magnússon honom som ledare för Heimastjórnarflokkurinn. År 1918 lyckades Magnússon ena partierna om den dansk-isländska förbundslagen, så att denna antogs med stor majoritet. 